# MCH Arena
La MCH Arena è uno stadio situato a Herning in Danimarca, viene utilizzato per le partite casalinghe dal Football Club Midtjylland.
L'impianto fu inaugurato il 27 marzo 2004 con l'incontro disputato tra i padroni di casa del Midtjylland e l'Akademisk Boldklub terminato 6-0. La realizzazione dello stadio è costata circa 85 milioni di corone danesi.
Lo stadio, che ha una capacità di 11.800 posti, è a norma per essere utilizzato nelle partite di coppe europee.
Dal 2004 al 2009 l'impianto era noto come SAS Arena in virtù della sponsorizzazione della compagnia aerea SAS. Cessato il periodo di sponsorizzazione lo stadio ha preso il nome di MCH Arena.
Lo stadio è anche soprannominato dai tifosi Zidan Arena, in onore dell'attaccante Mohamed Zidan che in passato ci giocò con la maglia del Midtjylland.